# Michał Cholewa
Michał Cholewa (n. 24 decembrie 1980, Katowice, Republica Populară Polonă) este un scriitor polonez de fantezie și science-fiction, matematician și informatician. Este fan al lucrărilor lui Stanisław Lem, Joe Haldeman și Robert A. Heinlein. Cholewa este interesat istoric de Războiul din Pacific din 1941-1945. Este cel mai cunoscut pentru seria sa space opera Algorytm wojny (Algoritmul războiului). Cartea sa din 2014 Forta (din această serie) a câștigat premiul Janusz A. Zajdel.

## Lucrări
Seria Algorytm wojny
- Gambit, WarBook 2012 [5]
- Punkt cięcia, WarBook 2013
- Forta, WarBook 2014[2] (în genul științifico-fantastic militar)
- Inwit, WarBook 2016
- Echa, WarBook 2017
- Sente, WarBook 2018

## Legături externe
- Michał Cholewa la Internet Speculative Fiction Database

## Vezi și
- Științifico-fantasticul în Polonia
- Listă de scriitori polonezi